# 5-й всероссийский чемпионат по тяжёлой атлетике
5-й всероссийский чемпионат по тяжёлой атлетике прошёл 14-21 апреля 1901 года в Санкт-Петербурге в зале спортивного клуба «Калев». В соревнованиях приняли участие четыре спортсмена, все они представляли Санкт-Петербург. Соревнования проходили без разделения на весовые категории. Участники соревновались в трёх тяжелоатлетических дисциплинах (жим, рывок и толчок), каждое из которых выполнялось левой, правой и обоими руками. Победитель определялся по сумме мест во всех упражнениях, без подсчёта итоговой суммы. Из числа участников были исключены победители прошлых чемпионатов Георг Гаккеншмидт, Гвидо Мейер и Сергей Елисеев.
| Место | Участник           | Жим (кг) | Жим (кг) | Толчок (кг) | Толчок (кг) | Толчок (кг) | Рывок (кг) | Рывок (кг) | Рывок (кг) |
| ----- | ------------------ | -------- | -------- | ----------- | ----------- | ----------- | ---------- | ---------- | ---------- |
| Место | Участник           | правой   | левой    | правой      | левой       | двумя       | правой     | левой      | двумя      |
| 1     | Иван Мясоедов      | -        | -        | 81,9        | 73,7        | 110,5       | 49,1       | 49,1       | 73,7       |
| 2     | Сергей Александров | 72,1     | 61,4     | 69,6        | 69,6        | 106,4       | 53,2       | 50,7       | -          |
| 3     | Иоганн Гуртер      | 73,7     | 59,8     | 77,8        | 61,4        | 102,3       | 61,4       | 49,1       | -          |